# Grigore Benetato
Grigore Alexandru Benetato (n. 18 noiembrie 1905, Ialoveni, Basarabia, Imperiul Rus – d. 9 iunie 1972, București, România) a fost un medic român, fiziolog și patofiziolog de renume mondial, profesor la Catedra de fiziologie a Facultății de Medicină din Cluj, profesor și șef de catedră la UMF București, director al „Institutului de Fiziologie D. Danielopolu” din București, membru al Societății de Chimie Biologică din Paris, al Societății Regale de Medicină din Londra, al Societății de Fiziologie din U.R.S.S., membru corespondent (1948) și membru titular (1955) al Academiei Române, membru al Academiei de Științe Medicale (1969). A adus numeroase contribuții îndeosebi în domeniul fiziologiei glandelor endocrine, fiziologiei musculare, alimentației, conservării sângelui, fiziologiei sistemului nervos, imunologiei, mediciniei sportive etc. A fost implicat și în politică în primii ani de după formarea Republicii Populare Române; a fost fondator al ARLUS (Asociația de Prietenie Româno-Sovietică). Grigore Benetato a fost deputat în Marea Adunare Națională în sesiunea 1952 -1957.

## Studii și cariera didactică
Academicianul Grigore Alexandru Benetato s-a născut la 18 noiembrie 1905, la Ialoveni (Basarabia). În 1915-1923 a urmat liceul Alexandru Donici din Chișinău. Studiile superioare le face în 1923-1929 la Facultatea de Medicină din Cluj, iar în 1929 obține titlul de Doctor în medicină și în chirurgie cu teza „Contribuțiuni la studiul metabolismului lipidelor”.
În 1931-1932 își aprofundează studiile în Germania, la Berlin și Heidelberg, unde urmează cursuri și lucrări în laboratoare de prestigiu: chimie fiziologică (profesorul P. Rona), lucrări de fiziologie clinică (profesorul H. Zondek) și lucrări de fiziologie animală (profesorul Mangold). În acești ani a studiat fiziologia musculară în laboratorul fiziologului, laureat al Premiului Nobel, profesorului Otto Meyerhof.
În anii de studenție lucrează ca preparator de biochimie (1925-1927), sub conducerea profesorului P. Thomas și, ca asistent (1927-1931) la catedra de fiziologie din Cluj.  În perioada 1931-1934 a fost lector la catedra Fiziologie a Facultății de Medicină din Cluj, condusă de profesorul I. I. Nițescu. În perioada 1934-1937 a fost profesor suplinitor, iar intre 1937-1958 a fost profesor titular de fiziologie la aceeași catedră, după prof. dr. I. Nițescu. Între 1958-1972 a fost profesor și șef al catedrei de fiziologiei a Facultății de Medicină din București.
A format o școală de savanți remarcabili și profesori de fiziologie, fiziopatologie, farmacologie și biofizică pe parcursul a peste 30 de ani de activitatea didactică și științifică la Cluj, Sibiu și la București, printre care se numără: acad. Ion R. Baciu (Cluj),  acad. Ion Haulică (Iași), dr. doc. P. Derevenco și dr. Vera Derevenco (Cluj), prof. dr. C. Opriș (Cluj), prof. dr. V. Vasilescu (București), prof. dr. doc. Marcel Uluitu (București), dr. Wanda Witebscki (Cluj), dr. Gh. Ursan (Cluj), prof. dr. P. Groza (București), prof. dr. L. Grosu (Cluj), prof. dr. L. Tămaș (Cluj), prof. dr. M. Telia (Cluj), dr. E. Neumann (Cluj), prof. dr. Viorica Miulescu (Cluj), prof. dr. A. Cojocaru (Tg. Mureș), prof. dr. B. Cuparencu (Cluj-Oradea), conf. dr. Z. Borza (Cluj), prof. dr. G. Arsenescu (Tg. Mureș), prof. dr. I. Anghel (Cluj).

## Contribuții științifice
Prof. Gr. Benetato a adus numeroase contribuții în domeniul fiziologiei glandelor endocrine, fiziologiei sistemului nervos, fiziologiei clinice și patologice, fiziologiei musculare, conservării sângelui, imunologiei, biochimiei, medicinei sportive, medicinei aerospațiale, fiziologiei muncii, alimentației, senescenței etc.
Folosind diverse tehnici experimentale, acad. Gr. Benetato și colaboratorii săi au adus o serie de date privind rolul sistemului nervos central în procesele imunobiologice. În 1946 Gr. Benetato împreună cu Cornel Opriș și Ion R. Baciu, au conceput o tehnică originală „capul bicanin izolat”, bazată pe ideea lui Corneille Heymans (laureat al premiului Nobel), cu ajutorul căreia a făcut numeroase cercetări experimentale. Prin acest experiment Gr. Benetato și Cornel Opriș au uimit lumea științifică internaționala, întrunită la Congresul de Fiziologie din 1956 la Bruxelles. Ca urmare, C. Opriș și Gr. Benetato au fost solicitați în toate marile centre ale lumii să meargă pentru a demonstra valoarea experimentului.
Între anii 1935-1941 Benetato a studiat meditația umorală a influxului nervos în centrii vegetativi bulbari și hipotalamici și a arătat că, în urma stimulării faradice a capătului central al nervului vag și după excitarea directă a hipotalamusului, sângele efluent al creierului se încarcă cu acetilcolină și a demonstrat existența unei meditații colinergice în zona hipotalamusului anterior. În 1957-1972, Benetato a demonstrat mecanismele adrenergice și serotoninergice în activitatea centrilor vegetativi superiori din hipotalamus și posibilitatea activării sistemului nervos central prin vasopresină. În 1954-1965 a demonstrat acțiunea nervo-centrală a unor amine biologice (histamina, catecolamina), a unor hormoni (tiroxina) și a polipeptidelor plasmatice active (bradikinina, angiotensina). A adus date noi privind rolul vasopresinei asupra biochimismului și funcției structurilor hipotalamice și, prin intermediul acestora, asupra debitului cerebral și a activității electrice a scoarței cerebrale. A arătat că, în condiții fiziologice, excitarea nervoasă directă (la stres emoțional), umorală sau reflexă determină pe cale colinergică, în nucleii hipotalamici, o descărcare de vasopresină care, acționând asupra formației reticulate mezencefalice, produce activarea electrocorticală și intensitatea metabolismului cerebral. A demonstrat rolul serotoninei în mecanismele de termoreglare. Cercetările făcute de acad. Gr. Benetato și colaboratorii au dovedit că, în reglarea secreției paratiroidelor, participă și centrii vegetativi din hipotalamus, centri care stau sub influența scoarței cerebrale.
Rezultatele cercetărilor profesorului Gr. Benetato din 1944-1962 au o importanță practică medicală, deoarece au demonstrat reglarea nervo-centrală a reacțiilor imuno-biologice. În 1944 el  a arătat că reacția de apărare a organismului față de proteinele străine sau cele proprii denaturate, care pătrund în variate condiții în curentul circulator, este un proces, care se desfășoară sub controlul nervos și cel endocrin. Gr. Benetato a adus contribuții valoroase asupra concepției, care confirmă rolul centrilor nervoși din regiunea hipotalamică în declanșarea reacției leucocitare și în activarea sistemului fagocitar, precum și în reacția anamnestică (mobilizarea anticorpilor). În 1957-1971 el a demonstrat rolul hormonilor glicocorticoizi și mineralocorticoizi în menținerea proteinemiei și în sinteza anticorpilor. Gr. Benetato a arătat existența unor neuroreceptori intrahipotalamici sensibili la toxinele microbiene, precizând că aceștia se localizează în porțiunile anterioară și medială ale hipotalamusului. El a elaborat testul fagocitozei provocate pentru explorarea nivelului funcțional al centrilor hipotalamici la om. Componenta nervoasă a mecanismului reglator neuro-endocrin este reprezentată de centrii simpatici ai granulopoiezei din hipotalamus. Stimularea acestora cu unde ultrascurte, în cadrul probei leucocitozei provocate, arătate de prof. Gr. Benetato, determină creșterea cu 1500-2000/mm3 a numărului de leucocite circulante și, în același timp, stimulează fagocitoza.
În 1937-1940 prof. Gr. Benetato a arătat că scăderea solubilității proteinelor tisulare și capacității lor de tampon, precum și pierderea de potasiu tisular determină oboseala musculară și senescența. În această perioadă el a demonstrat rolul glandei corticosuprarenale în menținerea edificiului proteic tisular și a stării coloidale a proteinelor din organe.
Gr. Benetato a adus contribuții și în fiziologia muncii și medicina sportivă; el a arătat dereglarea metabolismului cerebral în efortul fizic la temperaturi înalte; acțiunea facilitatoare a catecolaminelor; acțiunea hormonului corticotrop. El a demonstrat că efortul fizic solicită suprarenala, vasele și metabolismul proteic, ceea ce obligă la aplicarea unor măsuri de corectare și compensare prin alimentație și regim de muncă corespunzătoare; el a analizat adaptarea la munca mecanizată și automatizată prin înregistrări radiotelemetrice a unor parametri fiziologici. Gr. Benetato a analizat biochimia activității musculare, criteriile alimentației la sportivi, adaptarea aparatului cardiovascular la efort, eliminarea de catecolamine la sportivi. În domeniul educației fizice și al sportului, preocupările sale au vizat rolul educației fizice în dezvoltarea intelectuală și fizică, rolul efortului fizic ca factor sanogen și preventiv și importanța formării sportivilor competitivi. Grigore Benetato a efectuat și anchete privind alimentația muncitorilor și țăranilor.
Activitatea prof. Gr. Benetato în medicina aerospațială a fost îndreptată spre studiul proceselor de adaptare în anumite condiții de hipertensiune și accelerare, și ca merit el a fost ales membru al Academiei de Astronautică din Paris.

## Distincții și funcții științifice
Ca recunoaștere a valorii activității sale științifice, Gr. Benetato a fost ales în 1949 membru corespondent, iar în 1955 membru titular al Academiei Republicii Populare Române. În 1957 a devenit președinte al Secției Medicină a Academiei Române și președinte al Societății de Fiziologie din România. În intervalul 1958-1962 a fost președinte al Uniunii Societăților de Științe Medicale (USSM). În 1969 a fost ales membru al Academiei de Științe Medicale.
Academicianul Gr. Benetato a fost membru în diverse societăți științifice internaționale: al Societății de Chimie Biologică din Paris, al Societății Regale de Medicină din Londra, al Societății Medicale "J. E. Purkinje" din Praga, al Academiei de Astronautică din Paris, al Societății de Fiziologie din U.R.S.S.
A lucrat la Cluj în Institutul de Biochimie (1925-1927) și în Institutul de Fiziologie (1927-1931). În 1958-1972 a fost director al Institutului de Fiziologie „Daniel Danielopolu” din București, fiind continuatorul prof. dr. D. Danielopolu.
I s-a decernat premiul Oroveanu al Academiei Române pentru lucrarea Elemente de fiziologie medicală (1934); a mai fost distins cu Premiul de Stat în 1953, Crucea „Meritul Sanitar” cl. I în 1942 și ordinul „Meritul Sanitar” clasa a II-a în 1970. O stradă din Cluj-Napoca îi poartă numele.

### Decorații
- Medalia „A cincea aniversare a Republicii Populare Române” (24 decembrie 1952) „pentru lupta și munca duse în vederea făuririi, consolidării și prosperării Republicii Populare Române”[26]
- Ordinul Muncii clasa a II-a (14 septembrie 1953)[27]
- titlul de „Medic Emerit al Republicii Populare Romîne” (25 august 1954) „pentru merite excepționale și realizări deosebite în domeniul ocrotirii sănătății oamenilor muncii”[28]
- Ordinul Muncii clasa I (26 noiembrie 1955) „pentru activitate didactică și științifică valoroasă și cu prilejul împlinirii a 50 ani de la naștere”[29]
- Ordinul „Steaua Republicii Populare Romîne” clasa a IV-a (12 august 1959) „pentru activitate rodnică în dezvoltarea științei și culturii din Republica Populară Romînă”[30]

## Publicații
Grigore Benetato a scris tratate, monografii de fiziologie și peste 400 de articole științifice în diferite reviste științifice naționale și internaționale, printre care se remarcă:
- Efortul fizic în lumina cercetărilor de laborator (considerațiuni teoretice și aplicațiuni practice) (1932);
- Elemente de fiziologie medicală (1934, în 2 volume), în colaborare cu Gh. Popoviciu, carte destinsă cu premiul Oroveanu;
- Considerațiuni generale asupra fiziologiei efortului fizic (1938);
- Problema alimentației pentru individ și colectivitate (1939);
- Transfuzia cu sânge conservat (1943);
- Sistemul nervos central și funcțiunea de apărare (1944);
- Die  Rolle der hypothalamischen vegetativen Zentren bei der Phagocitentätigkeit (1945);
- Rolul centrilor nervoși organovegetativi în formarea și mobilizarea anticorpilor (1946);
- Sur le rôle de système nerveux central dans le déclenchement de la réaction de défense antimicrobienne (1946);
- Tratat elementar de fiziologie (1947);
- Contribuțiuni la studiul factorului Rh (1947);
- Système  nerveux central et  phagocytose (étude expérimentale grâce à la méthode de la "tête isolée") (1947);
- Valoarea și dinamica schimburilor energetice la muncitorii subterani dintr-un bazin minier (1951);
- Acțiunea centrală a pituitrinei și secretinei (1952);
- Despre acțiunea centrală a unor hormoni. Nota II. Acțiunea centrală a adrenalinei (Cercetări experimentale cu metoda "capului izolat") (1954);
- Despre rolul sistemului nervos central în activitatea sistemului fagocitar sesil (1955);
- La méthode de la "tête isolée" avec maintein de la moelle épinière (1956);
- Despre metabolismul creierului. Nota I. Asupra debitului circulator și a consumului de oxigen cerebral la cîine în raport cu debitul circulator general și consumul total de oxigen (1956);
- Despre  mecanismul neuroumoral de reglare a metabolismului proteic. Nota II. Rolul glandei corticosuprarenale în  sinteza proteinelor (1956);
- Mecanisme de reglare cortico-viscerale (1957);
- L'effet de l'excitation de la formation réticulaire du tronc cérébral sur la circulation cérébrale (1958);
- Elemente de fiziologie  normală și patologică (1962, în 2 volume);
- Despre mecanismele neuroumorale ale proceselor integrative hipotalamice (1968);
- Metodele bioradiotelemetrice în medicină (1971).